# Olga Antonetti
Olga Antonetti Núñez, detta Olguita (Anzoátegui, 19 febbraio 1945 – 12 dicembre 1968), è stata una modella venezuelana, eletta Miss Venezuela nel 1962.
La modella è stata la rappresentante ufficiale del Venezuela a Miss Universo 1963, concorso tenuto a Long Beach, California, il 18 agosto 1962, dove si è classificata fra le prime quindici finaliste. Olga Antonetti è morta in un incidente aereo il 12 dicembre 1968 all'età di ventitré anni.